# Абилов, Атахан Вели оглы
Атахан Абилов (Атахан Вели оглы Абилов) — талышский общественный деятель, правозащитник из Азербайджана, юрист и автор книг по международному праву. Имеет статус беженца в правительстве России и ООН поскольку его коллеги из редакции газеты «Толыши Садо» («Голос Талыша») уже были осуждены и получили реальные сроки тюремного заключения в Азербайджане.

## Биография
Родился 1965 году в деревне Миянку Масаллинского района Азербайджанской ССР.
В 1982 году окончил среднюю общеобразовательную школу в селе Хышкадара, Масаллинского района. В 1991 году с отличием окончил юридический факультет Бакинского государственного университета, в 1996 году окончил аспирантуру в БГУ по специальности «международное право». Работал преподавателем на кафедре международного и конституционного права зарубежных стран БГУ. В 1997 году был уволен из Бакинского государственного университета. Как юрист высокой квалификации возглавлял центр по обращениям в Европейский суд по правам человека в Азербайджане. В 1999 году окончил Уральский государственный юридический университет. В 2002 году был избран судьей Международного коммерческого арбитражного суда в городе Баку. Являлся членом исполнительного комитета правления Талышского культурного центра, и правления форума юристов Азербайджана. Являлся редактором журнала «Международное право». С 2002 года по 2007 год работал в «Beynəlxalq xüsusi hüquq şirkəti» («Международная частная юридическая фирма») в городе Баку. С 2013 года по 2017 год отучился в Inholland Rotterdam в Нидерландах. Работал в Голландском совете по делам беженцев («VluchtelingenWerk Nederland»). С 2020 года работает в «Azərbaycan Talışların İctimai Şurası — Azərboyconi Tolışon İctimoi Şura» («Общественный совет талышей Азербайджана»).
Будучи независимым кандидатом от Ленкорань-Масаллинского избирательного округа № 75 в Азербайджане, утверждал, что плохие дороги делают поездку в Ленкорань из горных сёл почти невозможной. Несмотря на официальную перепись населения Азербайджана 1999 года, согласно которой в Азербайджане насчитывалось 76 800 талышей, Абилов утверждал, что истинное число составляет около 320 000 человек.
Атахан Абилов принимал участие в защите интересов осужденного ученого Новрузали Мамедова, и после суда в отношении него начались преследования. По данным Amnesty International, Атахан Абилов, талышский активист, предположительно был задержан сотрудниками Министерства национальной безопасности Азербайджана. В его квартире также был произведен обыск, и он был уволен с работы в Бакинском государственном университете из-за своих политических убеждений. Абилов часто публиковался в газете «Толыши садо» («Голос талыша»), им был осуществлён перевод на талышский язык Рамочной конвенции о защите национальных меньшинств. Впоследстви в 2007 году он покинул Азербайджан и уехал в Россию.
В России Абилов получил статус беженца. Организация по делам беженцев в ООН также предоставила ему статус беженца, который позволил ему покинуть Россию. Однако Абилов ожидал в Москве, чтобы его семья покинула Азербайджан.
Согласно совместному заявлению талышских лидеров от 3 декабря, 30 ноября 2008 года в Москве на Атахана Абилова напали три человека в масках. Впоследствии Абилов был госпитализирован с сотрясением мозга и переломом носа.

## Монографии
Автор монографий, представляющих анализ международных стандартов в области прав человека в законодательстве Азербайджанской Республики и автор трёх книг об отношениях Азербайджана с Советом Европы («Совет Европы и Азербайджан», «Европейский суд по правам человека и Азербайджан», «Азербайджан в европейской семье»). Также является соавтором учебника по международному частному праву, написанного для законодательства Азербайджанской Республики. Принимал участие в подготовке нескольких проектов законодательных актов, принятых парламентом Азербайджанской Республики.